# Hayesville (Oregon)
Hayesville az Amerikai Egyesült Államok északnyugati részén, Oregon állam Marion megyéjében elhelyezkedő statisztikai település, a salemi statisztikai körzet része. A 2020. évi népszámlálási adatok alapján 21 891 lakosa van.
Itt található a Chemeketa Közösségi Főiskola salemi kampusza.

## Népesség
A település népességének változása:
| Lakosok száma | 18 222 | 19 936 | 21 891 |
|               | 2000   | 2010   | 2020   |

## Fordítás
- Ez a szócikk részben vagy egészben  a   Hayesville, Oregon című angol Wikipédia-szócikk ezen változatának fordításán alapul.  Az eredeti cikk szerkesztőit annak laptörténete sorolja fel. Ez a jelzés csupán a megfogalmazás eredetét és a szerzői jogokat jelzi, nem szolgál a cikkben szereplő információk forrásmegjelöléseként.